# Salicylsäuremethylester
Salicylsäuremethylester, auch Methylsalicylat kurz MeSA oder pharmazeutisch-lat. Methylum salicylicum, ist der Methylester der Salicylsäure. Salicylsäuremethylester wird auch als Wintergrünöl oder Gaultheriaöl bezeichnet, da es mittels Wasserdampfdestillation aus den Blättern der Gattungen Pyrola (Wintergrün) und Gaultheria (Scheinbeeren) isoliert werden kann.

## Vorkommen

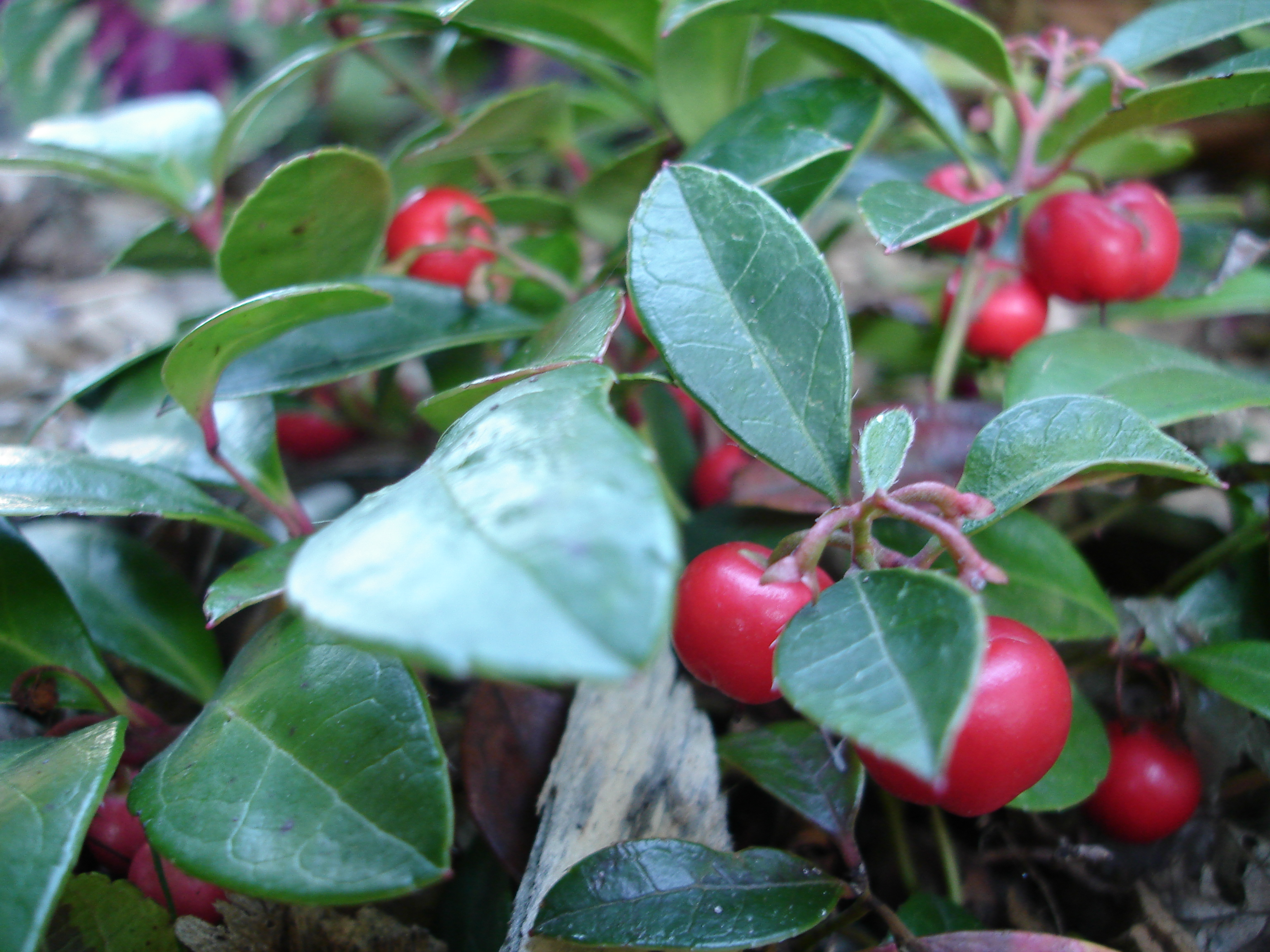
Niedere Scheinbeere

Zu Pflanzen, die größere (das heißt riechbare) Mengen Salicylsäuremethylester produzieren, gehören:
- viele Arten der Familie der Heidekrautgewächse, besonders die Varietäten der Niederen Scheinbeere (Wintergrünsträucher) sowie das Echte Mädesüß (Filipendula ulmaria), wo der Wirkstoff in den Wurzeln vorkommt.
- einige Arten der Birken wie Betula alnoides[8]

Die Zucker-Birke war früher Hauptquelle für Salicylsäuremethylester. Das Produkt aus den Blättern der Wintergrünsträucher ist als Wintergreen Oil bekannt.
Methylsalicylat wird von Betula pendula zur Signaltransduktion über größere Entfernungen eingesetzt. Es spielt dabei eine wichtige Rolle bei der Reaktion der Pflanze auf abiotische Umweltfaktoren, Angriffe von Pflanzenfressern sowie Krankheitserregern.

## Herstellung
Salicylsäuremethylester 2 wird durch Veresterung von Salicylsäure 1 mit Methanol gewonnen, wobei Schwefelsäure als Katalysator verwendet wird:

## Verwendung
Salicylsäuremethylester in der synthetischen Form wird äußerlich in Salben und anderen Einreibemitteln als durchblutungsförderndes (hyperämisierendes) Mittel eingesetzt, etwa bei rheumatischen Beschwerden. Auch in Form von Badezusätzen kommt es zu diesem Zweck zur Anwendung. Bevorzugt in der natürlichen Form als Wintergrünöl verwendet man es für kosmetische Mittel und Mundpflegemittel, ferner auch in Parfümerie und Lebensmittelindustrie, da es einen sehr charakteristischen Geruch besitzt.
Das im Wesentlichen Salicylsäuremethylester enthaltende ätherische Öl des Wintergrüns wird in der Mikroskopie noch heute für Aufhellungspräparate nach Spalteholz gebraucht.
In Nordamerika bieten so gut wie alle Kaugummihersteller neben den klassischen Geschmacksrichtungen wie Pfefferminz auch den Geschmack Wintergreen an, in dem Salicylsäuremethylester enthalten ist. In Europa konnte sich diese Geschmacksrichtung in Kaugummis bisher nicht durchsetzen; viele Europäer empfinden den Geschmack als klinisch zahnarztähnlich und nicht schmackhaft. Auch in Snus wird die Geschmacksrichtung in Amerika und Skandinavien häufig angeboten.
Die in Deutschland noch am weitesten bekannten Produkte mit Wintergrün-Aroma sind die Lutschdragée-Marke Tic Tac des italienischen Süßwarenherstellers Ferrero und die Kaugummi-Marke Bazooka des US-amerikanischen Herstellers Topps Company, welche bis Ende der achtziger Jahre vom deutschen Süßwarenhersteller August Storck in Lizenz produziert und vertrieben wurde. Heutzutage sind Wintergreen-Kaugummis und -Pastillen in Deutschland ausschließlich als Importwaren, beispielsweise in American-Outlet-Stores erhältlich.
Wegen des intensiven Geruchs versuchte man bei den Farbenfabriken vorm. Friedr. Bayer & Co. Salicylsäuremethoxymethylester als Alternative anzubieten. Er wurde von Arthur Eichengrün in der Pharmazeutischen Zeitung von 1902 unter dem Handelsnamen Mesotan vorgestellt.
In den 1930er Jahren wurde Wintergrünöl von Imkern und Bieneninstituten zur Behandlung gegen die Milbenseuche in Bienenstöcken eingesetzt.

### Anwendungseinschränkungen
Salicylsäuremethylester sollte während der Schwangerschaft möglichst nicht eingesetzt werden, da keine ausreichenden Daten vorliegen.

### Nebenwirkungen
Bei Anwendung handelsüblicher Präparate auf der Haut sind im Allgemeinen keine toxischen Wirkungen zu erwarten, da Serumspiegel über 50 µg/ml kaum erreicht werden. Bei nicht bestimmungsgemäßem Gebrauch wie etwa längerfristiger oder großflächiger Anwendung oder dem Aufbringen auf nicht intakte Haut sind wegen einer möglichen systemischen Salicylatwirkung Nebenwirkungen wie Schwindel, Ohrensausen, Übelkeit oder andere Magen-Darm-Beschwerden und eine Beeinflussung des Blutgerinnungssystems nicht auszuschließen. In den USA soll eine Leichtathletin an einer Überdosierung des Wirkstoffs gestorben sein. Vergiftungen nach der Einnahme ungewöhnlich hoher Mengen medizinischer Öle sind bekannt. Aufgrund der flüssigen, konzentrierten, fettlöslichen Form kommt es zu besonders schweren und schnellen Salicylatvergiftungen.

## Chemische Eigenschaften
Salicylsäuremethylester kann mit Eisen(III)-nitrat nitriert werden. Es entsteht ein Isomerengemisch aus dem 3- und dem 5-Nitroderivat. In Anwesenheit von Salpetersäure entsteht hauptsächlich 5-Nitrosalicylsäuremethylester 4, im basischen Milieu hauptsächlich 3-Nitrosalicylsäuremethylester 3.
Die Acetylierung von Salicylsäuremethylester mit Essigsäureanhydrid in Gegenwart von Aluminiumchlorid als Katalysator findet mit sehr guten Ausbeuten am C5-Kohlenstoff statt.
Durch die Reaktion mit einem Überschuss Natriumhypochlorit konnte eine Mono- und Disubstitution am Phenylring am C3 und/oder C5-Kohlenstoff beobachtet werden.
Bei der Bromierung des Salicylsäuremethylesters mit elementarem Brom erfolgt eine Substitution am C5-Kohlenstoff.

## Risikobewertung
Salicylsäuremethylester wurde 2013 von der EU gemäß der Verordnung (EG) Nr. 1907/2006 (REACH) im Rahmen der Stoffbewertung in den fortlaufenden Aktionsplan der Gemeinschaft (CoRAP) aufgenommen. Hierbei werden die Auswirkungen des Stoffs auf die menschliche Gesundheit bzw. die Umwelt neu bewertet und ggf. Folgemaßnahmen eingeleitet. Ursächlich für die Aufnahme von Salicylsäuremethylester waren die Besorgnisse bezüglich Verbraucherverwendung und hoher (aggregierter) Tonnage sowie der Gefahren ausgehend von einer möglichen Zuordnung zur Gruppe der CMR-Stoffe. Die Neubewertung fand ab 2015 statt und wurde von Frankreich durchgeführt. Anschließend wurde ein Abschlussbericht veröffentlicht.

## Externe Links zu erwähnten Verbindungen
1. ↑  Externe Identifikatoren von bzw. Datenbank-Links zu Salicylsäuremethoxymethylester:  CAS-Nr.: 575-82-6, EG-Nr.: 209-393-5, ECHA-InfoCard: 100.008.540, PubChem: 68469, ChemSpider: 61744, Wikidata: Q27281568.
2. ↑  Externe Identifikatoren von bzw. Datenbank-Links zu 5-Nitrosalicylsäuremethylester:  CAS-Nr.: 17302-46-4, EG-Nr.: 241-330-7, ECHA-InfoCard: 100.037.557, PubChem: 87041, ChemSpider: 78515, Wikidata: Q83039215.
3. ↑  Externe Identifikatoren von bzw. Datenbank-Links zu 3-Nitrosalicylsäuremethylester:  CAS-Nr.: 22621-41-6, ECHA-InfoCard: 100.131.782, PubChem: 596904, ChemSpider: 518879, Wikidata: Q82116331.